# Charles Lafayette Bartlett

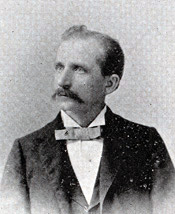
Charles Lafayette Bartlett

Charles Lafayette Bartlett (* 31. Januar 1853 in Monticello, Jasper County, Georgia; † 21. April 1938 in Macon, Georgia) war ein US-amerikanischer Politiker. Zwischen 1895 und 1915 vertrat er den Bundesstaat Georgia im US-Repräsentantenhaus.

## Werdegang
Charles Bartlett besuchte private Schulen in seinem Heimatort Monticello und studierte danach bis 1870 an der University of Georgia in Athens. Nach einem anschließenden Jurastudium an der University of Virginia in Charlottesville und an der University of Georgia sowie seiner im Jahr 1872 erfolgten Zulassung als Rechtsanwalt begann er in Monticello in seinem neuen Beruf zu arbeiten. Im Jahr 1875 verlegte er seinen Wohnsitz und seine Anwaltskanzlei nach Macon. Zwischen 1877 und 1881 war er dort als Staatsanwalt tätig.
Politisch war Bartlett Mitglied der Demokratischen Partei. Zwischen 1882 und 1885 saß er als Abgeordneter im Repräsentantenhaus von Georgia. In den Jahren 1887 bis 1892 war Bartlett juristischer Vertreter der Stadt Macon. Von 1888 bis 1889 gehörte er dem Senat von Georgia an. Zwischen 1892 und 1894 fungierte Bartlett als Richter am Superior Court in Macon.
Bei den  Kongresswahlen des Jahres 1894 wurde er im sechsten Wahlbezirk von Georgia in das US-Repräsentantenhaus in Washington, D.C. gewählt, wo er am 4. März 1895 die Nachfolge von Thomas Banks Cabaniss antrat. Nach neun Wiederwahlen konnte er bis zum 3. März 1915 zehn Legislaturperioden im Kongress absolvieren. In diese Zeit fiel der Spanisch-Amerikanische Krieg von 1898. Damals kamen auch die Philippinen und Hawaiʻi unter amerikanische Verwaltung. Im Jahr 1913 wurden der 16. und der 17. Verfassungszusatz im Kongress verabschiedet.
Im Jahr 1914 verzichtete Charles Bartlett auf eine weitere Kandidatur für den Kongress. 1916 war er Delegierter zur Democratic National Convention in St. Louis, auf der Präsident Woodrow Wilson zur Wiederwahl nominiert wurde. In den folgenden Jahren praktizierte Bartlett wieder als Anwalt; er war außerdem im Bankgewerbe tätig. Er starb am 21. April 1938 in Macon.